# Homme de Tautavel
L'Homme de Tautavel est le nom donné à un ensemble de fossiles du genre Homo, trouvés dans la caune de l'Arago, sur la commune de Tautavel, dans les Pyrénées-Orientales, en France. Les fossiles humains découverts, datés sur une période allant de 570 000 à 400 000 ans avant le présent (AP), sont généralement attribués à l'espèce Homo heidelbergensis. La première dent fut mise au jour en 1965, et le crâne fossile partiel Arago 21 en 1971 par l'équipe d'Henry et Marie-Antoinette de Lumley. Les campagnes de fouilles menées chaque été continuent de livrer régulièrement de nouveaux vestiges fossiles. L'industrie lithique associée à l'Homme de Tautavel est de type acheuléen.

## La caune de l'Arago

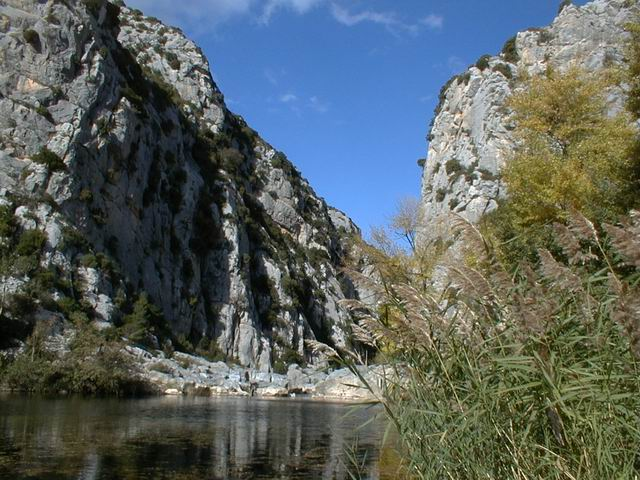
Le Verdouble au bas de la caune de l'Arago ; on accède à la grotte en montant un chemin le long de la roche visible à droite sur la photo.

Le site préhistorique de la caune de l'Arago se trouve sur la commune de Tautavel, dans le nord des Pyrénées-Orientales, dans une vaste cavité surplombant un cours d’eau pérenne, le Verdouble. Connue depuis le milieu du XIXe siècle pour ses restes de faune, la caune de l'Arago a commencé à livrer des industries préhistoriques à Jean Abélanet en 1948. Depuis 1964, elle fait l’objet de fouilles systématiques longtemps dirigées par Marie-Antoinette et Henry de Lumley. Ce dernier a notamment été président du Centre européen de recherche préhistorique de Tautavel.
Le remplissage de la grotte, épais d'une quinzaine de mètres, couvre la quasi-totalité du Pléistocène moyen et a fait l’objet de nombreuses datations radiométriques. Des âges limites d’environ 700 000 et 100 000 ans ont été obtenus par datation par l'uranium-thorium pour des planchers stalagmitiques situés respectivement à la base (plancher 0) et au sommet (plancher α) de la séquence stratigraphique.
Les principaux niveaux archéologiques se trouvent dans l’ensemble III (niveaux de « sols » D à G) et ont un âge compris entre 450 000 et 400 000 ans. Cet ensemble a livré de nombreux outils lithiques et plus de 150 restes humains fossiles.
Les matériaux utilisés sont majoritairement locaux (80 %) et ont été prélevés dans les alluvions du Verdouble, mais certains proviennent de zones distantes d’une trentaine de kilomètres au nord-est et au sud-ouest du site, traduisant une bonne connaissance des ressources régionales et une certaine anticipation des besoins.

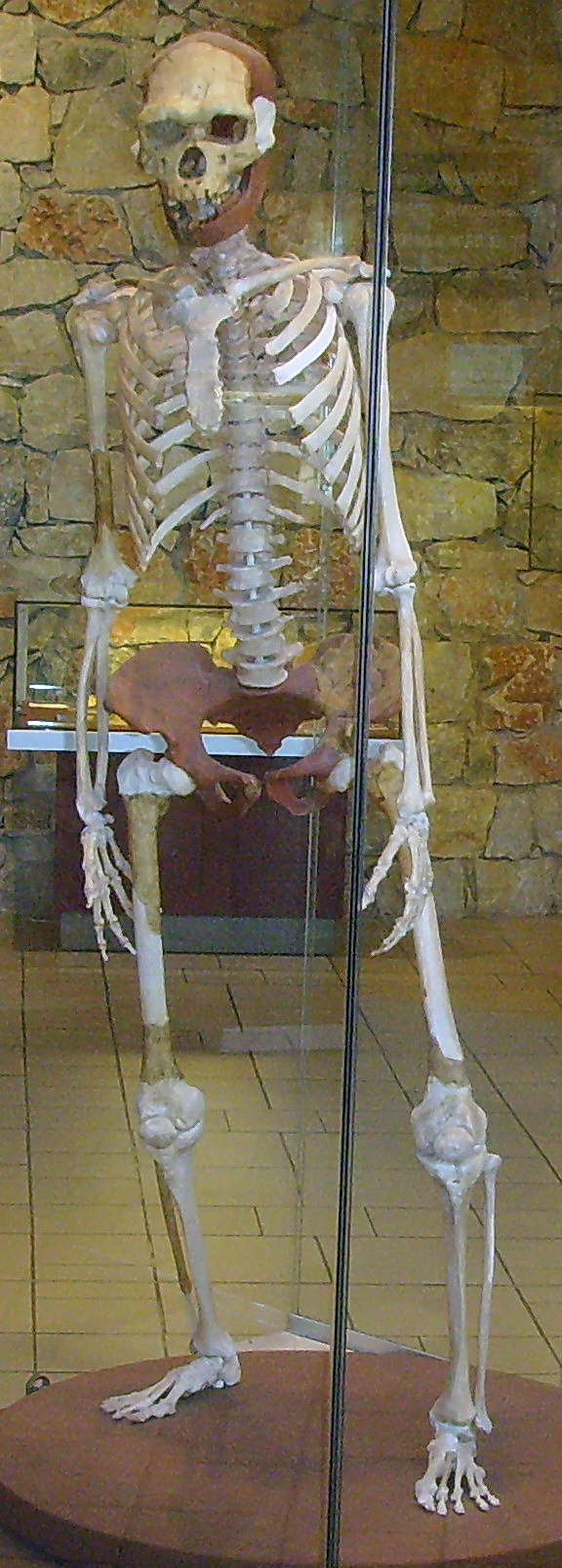
Reconstitution du squelette de l'Homme de Tautavel, musée de Tautavel.

## Attribution
Les vestiges fossiles découverts ont fait l'objet d'interprétations taxonomiques qui ont évolué au fil du temps :
- Pour l'équipe des inventeurs, l'Homme de Tautavel était une forme européenne d'Homo erectus pour laquelle ils avaient proposé à l'origine le nom d'Homo erectus tautavelensis[4],[5].
- La plupart des auteurs modernes attribuent cependant aujourd'hui les fossiles à l'espèce Homo heidelbergensis[6],[7],[5].

## Principaux fossiles
L'Homme de Tautavel est représenté par 152 fragments fossiles découverts à ce jour. Le plus célèbre est un crâne incomplet découvert en plusieurs étapes : la face et le frontal (Arago 21, cf. illustration) ont été mis au jour le 22 juillet 1971 et le pariétal droit (Arago 47) a été trouvé huit ans plus tard. Ils sont datés d'environ 450 000 ans. Il s'agit des restes d'un individu mâle, âgé d'une vingtaine d'années, mesurant environ 1,65 m pour un poids de 45 à 55 kg. Son front était plat et fuyant et ses arcades sourcilières proéminentes (torus sus-orbitaire). Les surfaces d'insertion musculaire indiquent une musculature développée. La boite crânienne a un volume estimé à 1 150 cm3 .
Parmi les autres restes fossiles découverts, il convient de signaler les mandibules, assez rares dans le registre fossile européen et particulièrement significatives :
- Arago 2 (1969) : une femme âgée de 40 à 50 ans
- Arago 13 (1970) : un jeune homme âgé de 20 à 25 ans
- Arago 89 (2001) : une femme âgée d'environ 30 ans
- Arago 119 (2008) : daté de 450 000 ans
- Arago 131 (2012) : un individu âgé de 30 à 35 ans[9]

En 2015 et en 2018 ont été respectivement découverts Arago 149, une incisive d'adulte vieille de 550 000 ans, et Arago 151, une dent de lait vieille de 570 000 ans. Ces deux découvertes ont repoussé de plus de 100 000 ans l'âge prêté jusque-là à l'Homme de Tautavel. Le crâne Arago 21, mis au jour en 1971 et complété en 1979, et les autres vestiges fossiles trouvés dans la même couche stratigraphique étaient longtemps restés, à 450 000 ans, les plus anciens fossiles humains connus en France.
Les 152 fossiles humains découverts à ce jour sont datés d'une période allant de 570 000 à 400 000 ans avant le présent.

## Mode de vie
L'Homme de Tautavel ne maitrisait pas encore le feu. Il mangeait donc sa viande crue. Des ossements brulés et des traces de foyers attestant de l'utilisation du feu à la Caune de l'Arago ne font leur apparition dans les dépôts sédimentaires qu'à partir de 400 000 ans AP.
L'habitat a révélé des restes de rhinocéros, de chevaux, mouflons, tahrs, bœufs musqués, bisons, cerfs, daims et rennes. Il est fort possible également qu'il ait mangé de petits animaux. Les chercheurs ont trouvé des traces de cannibalisme : Arago 21 montre notamment des traces d'outils lithiques visant à nettoyer l'os de sa chair, ce qui a probablement contribué à sa meilleure fossilisation.
L'Homme de Tautavel était peut-être davantage charognard que chasseur. S'il était chasseur, son territoire s'étendait probablement sur un rayon d'au moins 30 km, comme en témoignent certaines roches importées pour son outillage.
L'industrie lithique associée à l'Homme de Tautavel est interprétée tantôt comme un Tayacien ancien, tantôt comme un Acheuléen. Quelques bifaces sont présents, mais ils sont rares compte tenu de la difficulté d'en réaliser avec les matériaux locaux, dont le quartz filonien.

## Le musée et le centre de recherches de Tautavel
Le Centre européen de recherches préhistoriques est l'un des cinq sites de l'UMR 7194 - Histoire naturelle de l’Homme préhistorique, département de Préhistoire au sein du nouveau département « Hommes & Environnements » du Muséum national d'histoire naturelle. Il est situé dans des locaux voisins du Musée de Tautavel et du Musée des premiers habitants de l'Europe, au Palais des Congrès et de la Préhistoire de Tautavel.